# Orcesis
Orcesis is een kevergeslacht uit de familie van de boktorren (Cerambycidae). De wetenschappelijke naam van het geslacht werd voor het eerst geldig gepubliceerd in 1866 door Pascoe.

## Soorten
Orcesis omvat de volgende soorten:
- Orcesis affinis Breuning, 1966
- Orcesis fuscoapicalis Breuning, 1963
- Orcesis ochreosignata (Breuning & de Jong, 1941)
- Orcesis phauloides Pascoe, 1866
- Orcesis unicolor Breuning, 1954
- Orcesis variegata (Fisher, 1933)